# Hudiksvall
Hudiksvall ([hɵdɪksˈvalː]) es una ciudad de la provincia de Gävleborg, situada al este de Suecia, sede del municipio homónimo. Pertenece a la provincia histórica de Hälsingland, al sur de la región histórica de Norrland. Es fácilmente accesible al estar en lo profundo de la bahía Hudiksvallsfjärden, en el golfo de Botnia, y cuenta con un puerto marítimo.

## Geografía
Distancia a las ciudades más importantes: Estocolmo a 305 km, Gävle a 130 km, Sundsvall a 84 km. 
Los desplazamientos se facilitan gracias a la Ruta Europea E4 y la Compañía de Ferrocarriles del Este (Ostkustbanan).

## Historia
La ciudad de Hudiksvall fue fundada en 1582 por el Rey Juan III de Suecia, quien hizo que los habitantes se mudaran desde la antigua localización de Hudik, en las inmediaciones de la bahía.
Ha sido destruida parcial o completamente por incendios en más de una decena de veces: el más devastador fue provocado por el Ejército ruso en 1721, tan sólo la iglesia sobrevivió a las llamas. El trazado urbano actual data de 1792, tras la reconstrucción resultante de uno de esos incendios.
Antes de la pérdida de privilegios para el comercio con el extranjero en 1636, la pesca y venta de pieles, el cobre y la madera eran los principales recursos de la ciudad, que florecía por la abundancia de riquezas. Pero la ciudad perdió dichos privilegios comerciales con el extranjero en 1636, y su desarrollo se estancó los siguientes dos siglos.
Existía una pequeña industria del hierro en las proximidades, para la cual el rey mandó traer inmigrantes ya formados de zonas católicas, principalmente bohemios e irlandeses. De ahí que una de las pocas comunidades católicas históricas se encuentre en Hälsingland. Se encuentran capillas católicas antiguas y modernas, como la hecha de madera en Stråsjö , por la que pasa la antigua ruta medieval de peregrinación a Nidaros (Trondheim) desde el Báltico.

## Industria
La mayor fuente de empleo es el municipio y el ayuntamiento del condado, donde alrededor del 38% de la mano de obra tiene su lugar de trabajo. 
La mayor fuente de empleo privado es la compañía productora de papel Holmen donde trabajan alrededor del 10% de los trabajadores de Hudik.
Antiguamente la industria estaba dominada por la pesca. En el siglo XIX la industria forestal empezó a surgir, empujada por la mejora de los medios de transporte que provocó las vías férreas en la segunda mita de dicho siglo. A pesar del receso del siglo XX, la mitad de la industria del municipio aún se basa en la industria forestal.
Empleados por sector:
1. Pulpa de celulosa, Papel y artículos de papel: 29%
2. Industria técnico-mecánica: 20%
3. Electrónica: 19%
4. Productos metálicos: 8%
5. Productos derivados de la madera: 7%

La industria electrónica está dominada por Ericsson Network Technologies mediante la fabricación de cables de fibra óptica y de cobre para sistemas de telecomunicación.

## Edificios y estructuras
En Hudiksvall también se encuentra la Storbergsmasten, una antena de 335 metros para la transmisión de televisión y radio FM, que conforma junto a otras tres antenas del mismo tamaño la estructura más alta de Suecia.

## Ciudades del municipio
- Arnöviken
- Bjuråker
- Brännås Edsta
- Delsbo
- Enånger
- Finnflo
- Fiskeby
- Fredriksfors
- Friggesund
- Gammelsträng
- Hedvigsfors
- Hållsta
- Hålsjö
- Hudiksval
- Idenor
- Iggesund
- Johannesberg
- Lindefallet
- Östra Bölan
- Malnbaden

## Galería

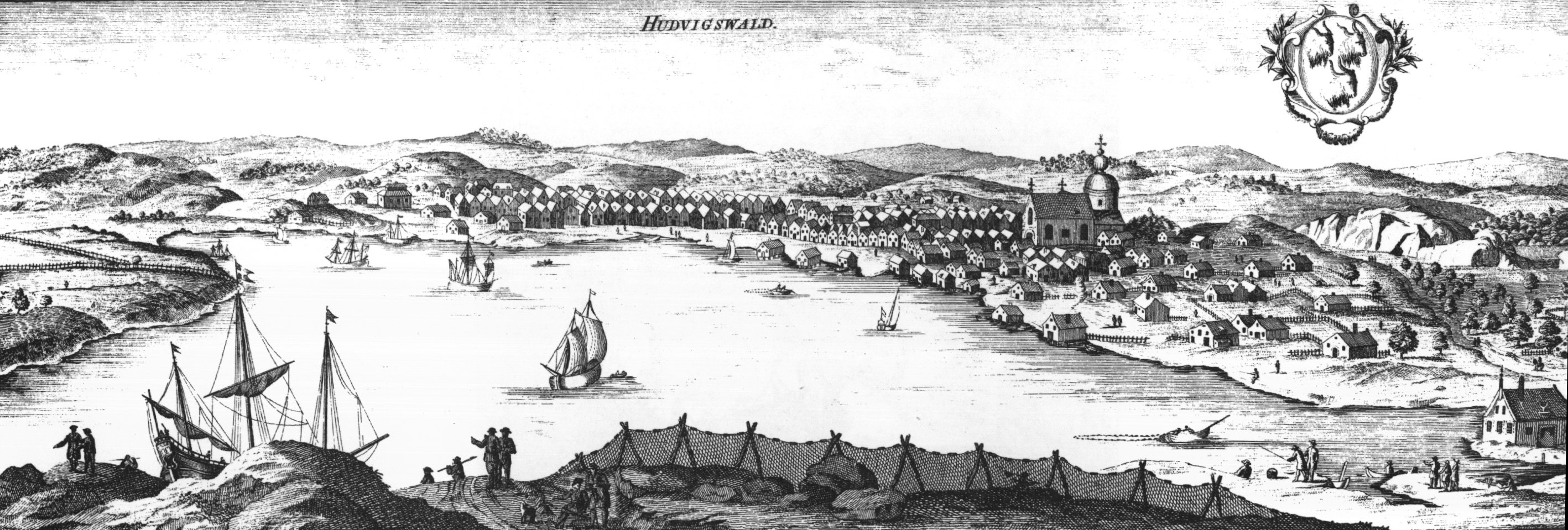
Hudiksvall cerca de 1700 en Suecia antiqua et hodierna
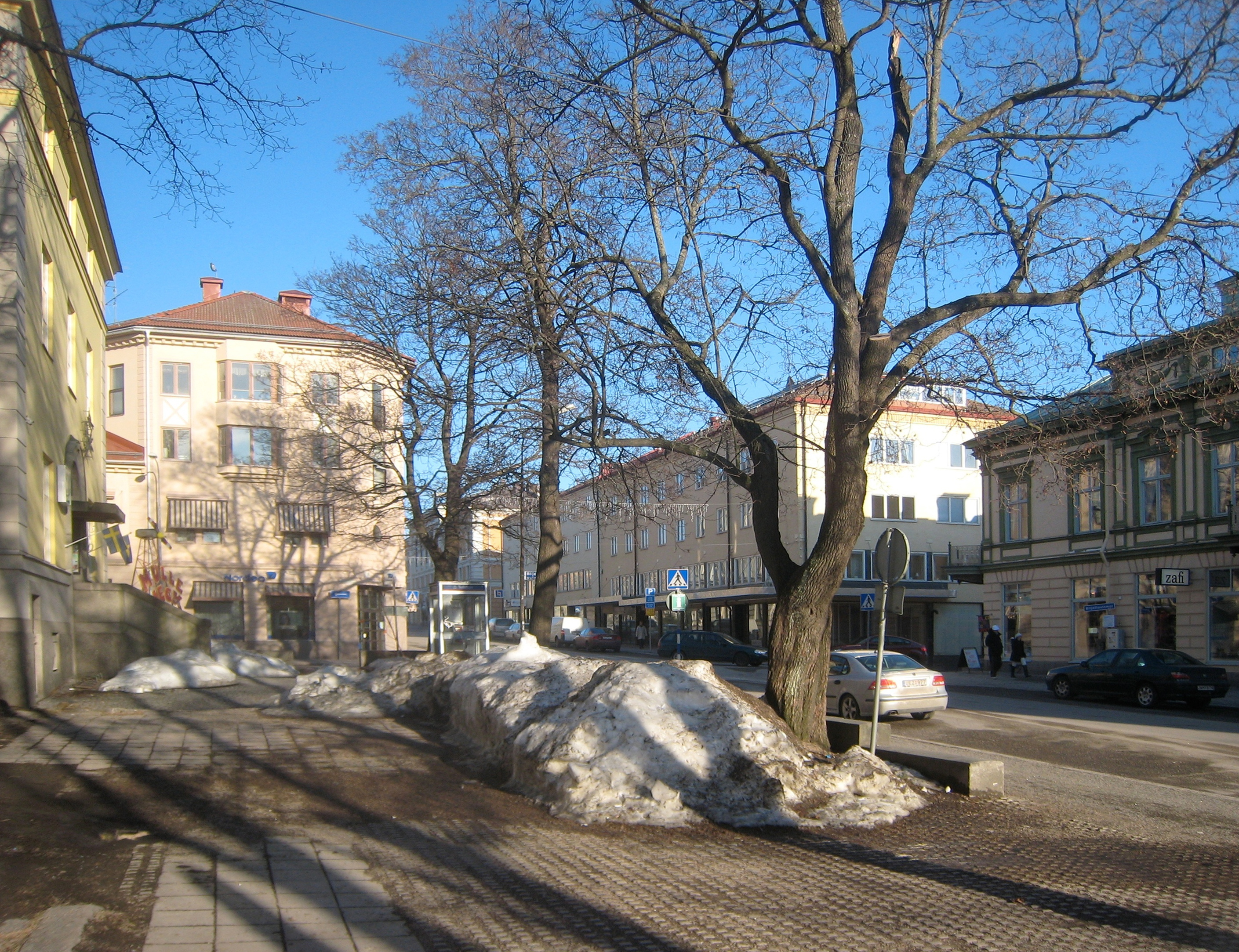
Hudiksvall 2010
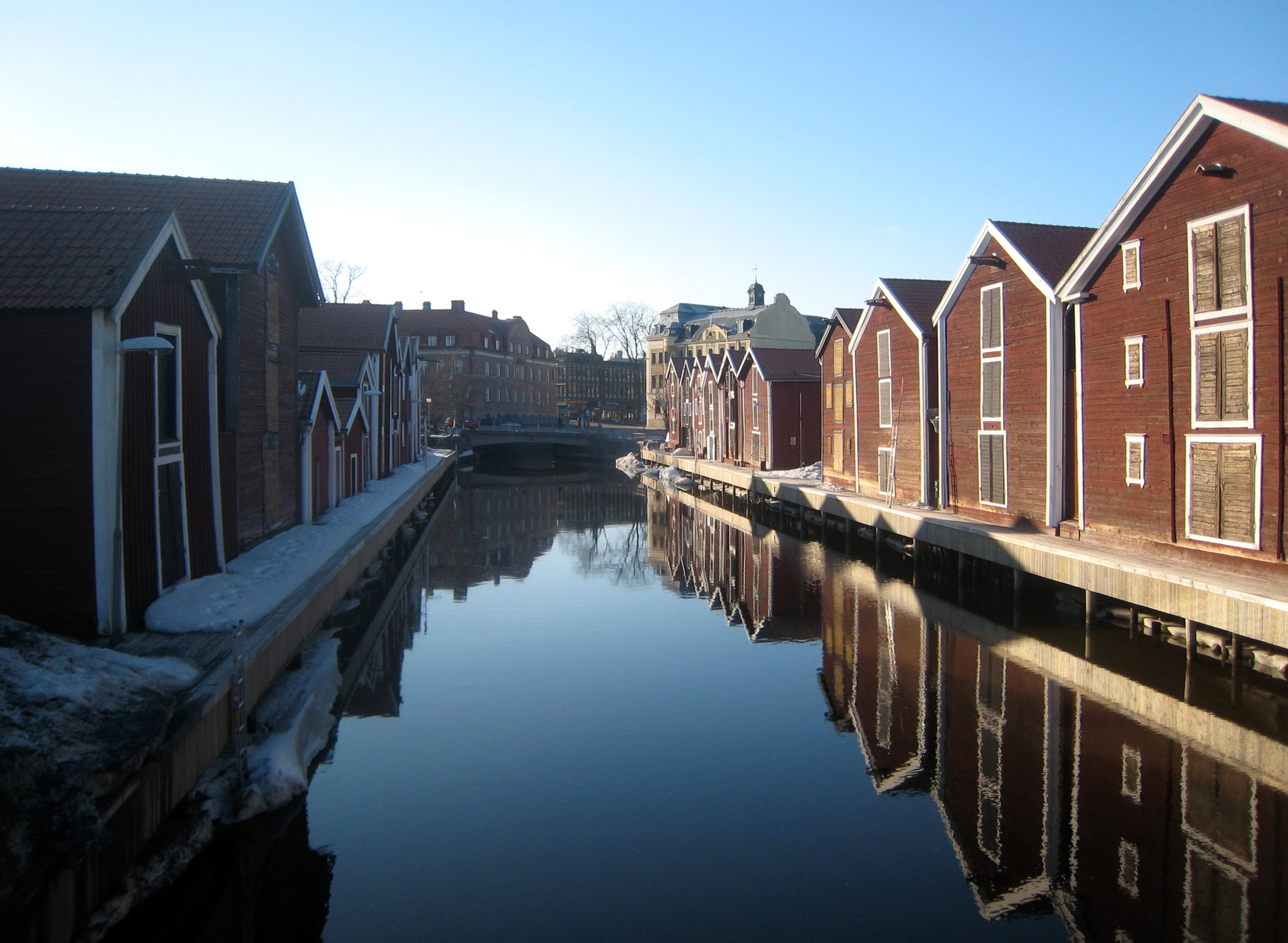
Hudiksvall